# Floydada
Floydada är en stad i den amerikanska delstaten Texas med en yta av 5,3 km² och en folkmängd som uppgår till 3 676 invånare (2000). Floydada är administrativ huvudort i Floyd County. Orten hette ursprungligen Floyd City.